# 蕭廷傑
蕭廷傑（1485年—？年），字元功，號五溪，四川瀘州人，明朝政治人物。

## 生平
丙子四川鄉試第四名舉人，正德十二年（1517年）丁丑科會試第二百九十名，第二甲第二十八名進士。户部观政，授工部主事，升员外、郎中。嘉靖十一年（1532年），由商州知州擢升陕西布政司右参议、抚治商洛道。嘉靖十三年（1534年），重修商州州学。次年纂《商州志》。十三年六月升陕西副使，十四年正月考察以有疾致仕，卒于家。

## 家族
曾祖蕭應，祖蕭彥洪，父蕭鵾，前母饒氏；孫氏。